# Thamnea
Staavia, biljni rod iz porodice Bruniaceae, dio reda brunijolike. Pripada mu devet vrsta iz provincija Cape u Južnoj Africi

## Vrste
1. Thamnea depressa Oliv.
2. Thamnea gracilis Oliv.
3. Thamnea hirtella Oliv.
4. Thamnea massoniana Dümmer
5. Thamnea matroosbergensis A.V.Hall
6. Thamnea teres (Oliv.) Class.-Bockh. & E.G.H.Oliv.
7. Thamnea thesioides Dümmer
8. Thamnea uniflora (L.) Sol. ex Brongn.
9. Thamnea ustulata (Thunb.) A.V.Hall

## Sinonimi
- Schinzafra Kuntze